# Wolfgang Wilhelm Wittelsbach (Pfalz-Neuburg)
Wolfgang Wilhelm Wittelsbach (ur. 4 listopada 1578 w Neuburg an der Donau, zm. 20 marca 1653 w Düsseldorfie) – hrabia palatyn i książę Palatynatu-Neuburg.

## Życiorys
Syn księcia Filipa Ludwika Wittelsbacha i Anny księżniczki Jülich-Kleve-Berg. Jego dziadkami byli: książę Palatynatu–Zweibrücken Wolfgang i Anna Heska oraz Wilhelm Bogaty i Maria Habsburg.
W młodości wiele podróżował. Przebywał w Danii w czasie koronacji Chrystiana IV, odbył Grand Tour po Holandii, Anglii i Francji.
Odziedziczył po ojcu konflikt z elektorem Brandenburgii Janem Zygmuntem o tereny księstwa Jülich-Kleve-Berg. Na mocy traktatu z Xanten nastąpił podział księstwa Jülich-Kleve-Berg, Wolfgang Wilhelm otrzymał Jülich i Berg, zaś elektor Brandenburgii Kleve i Hrabstwo Mark. W 1615 roku otrzymał Order Złotego Runa. W związku z tym, że przeszedł na katolicyzm oraz prowadził politykę neutralności, Palatynat-Neuburg nie ucierpiał w czasie wojny trzydziestoletniej. Przeniósł stolicę Palatynatu-Neuburg z Neuburga nad Dunajem do Düsseldorfu.
Wolfgang Wilhelm był żonaty trzy razy:

11 listopada 1613 w Monachium ożenił się z Magdaleną Wittelsbach (1587–1628), córką księcia Bawarii Wilhelma V. Para miała jednego syna, Filipa Wilhelma, przyszłego elektora Palatynatu Reńskiego.
W 1631 roku poślubił księżniczkę Katarzynę Wittelsbach (1615-1651), córkę księcia Jana II i Luizy Juliany. Para miała dwójkę dzieci:
- Ferdynanda Filipa (1633)
- Eleonorę Franciszkę (1634)

3 czerwca 1651 roku ożenił się z Franciszką Marią Fürstenberg-Heiligenberg (1633-1702). Para nie miała dzieci.